# Prêmio Theodore von Kármán
O Prêmio Theodore von Kármán de matemática aplicada é concedido a cada 5 anos a um pesquisador, em reconhecimento de suas aplicações da matemática às ciências da mecânica e/ou engenharia. A condecoração foi instituída em 1968 pela Society for Industrial and Applied Mathematics, em homenagem a Theodore von Karman.

## Agraciados
- 1972 Geoffrey Ingram Taylor
- 1979 George Carrier e Joseph Keller
- 1984 Julian Cole
- 1989 Paul Garabedian
- 1994 Herbert Keller
- 1999 Stuart Antman e John Macleod Ball
- 2004 Roland Glowinski
- 2009 Mary Wheeler
- 2014 Weinan E e Richard D. James
- 2020 Kaushik Bhattacharya[3]